# Macrodasys meristocytalis
Macrodasys meristocytalis is een buikharige uit de familie Macrodasyidae. Het dier komt uit het geslacht Macrodasys. Macrodasys meristocytalis werd in 1994 voor het eerst wetenschappelijk beschreven door Evans. 